# Tommaso Montano
Pour les articles homonymes, voir Montano.
Tommaso Montano (né le 14 mars 1953 à Livourne) est un sabreur italien.

## Biographie
Tommaso Montano est médaillé d'argent par équipe aux Jeux olympiques d'été de 1976 à Montréal, avec Michele Maffei, Mario Aldo Montano, Mario Tullio Montano et Angelo Arcidiacono.

## Famille
Tommaso Montano est issu d'une famille d'escrimeurs : il est le neveu d'Aldo Montano (1910-1996) et l'oncle d'Aldo Montano (1978), ainsi que le frère de Carlo Montano et de Mario Tullio Montano et le cousin de Mario Aldo Montano.